# エディ・ブリケル
エディ・ブリケル（Edie Brickell、1966年3月10日- ）は、Billboard 200チャートの4位にランクされた1988年のアルバム『星に輪ゴムを』で広く知られるアメリカのシンガーソングライター。ポール・サイモンと結婚している。

## 略歴

### 生い立ち
ブリケルは、テキサス州ダラスのオーククリフで、ラリー・ジーン (セラーズ)・リンデンとポール・エドワード・ブリケルの間に生まれた。彼女は姉のローラ・ストレインと一緒に育った。彼女はダラスの「舞台芸術とビジュアルアートのためのブッカーT.ワシントン高校」に通い、その後、バンドに参加して作曲に専念することを決心するまで、南メソジスト大学で学んだ。

### エディ・ブリケル&ニュー・ボヘミアンズ
1985年に、ブリケルは地元のフォークロック・グループ、ニュー・ボヘミアンズに、高校時代の友達と一緒に一晩歌うため招待された。そしてリード・シンガーとしてバンドに参加することになった。バンドがレコーディング契約を結んだ後、レーベルがグループ名をエディ・ブリケル&ニュー・ボヘミアンズへと変更した。彼らの1988年のデビュー・アルバム『星に輪ゴムを』は、シングル「ホワット・アイ・アム」を含む、重要かつ商業的に成功した作品となった。続くアルバム『ゴースト・オブ・ア・ドッグ』（1990年）は、バンドの折衷的な個性を強調し、彼らの最初のレコードのポップな感性から離れようとする意図的な努力が見られた。
1990年のアルバム『ゴースト・オブ・ア・ドッグ』の後、バンドは散発的にギグを行い続け、2006年にはアルバム『Stranger Things』をリリースしている。2018年になり、アメリカ・ツアーの日程と共に、最新アルバム『Rocket』を発表して再始動。2021年にはアルバム『Hunter and the Dog Star』をリリースした。 

### ソロとしてのキャリア
ブリケルは、1989年の映画『7月4日に生まれて』でフォーク・シンガー役を担当した。彼女が歌うボブ・ディランの「はげしい雨が降る」は、映画のサウンドトラックに収録されている。彼女はまた、1990年の映画 『フラッシュバック』で、ルー・リードの「ワイルド・サイドを歩け」のカバー・ヴァージョンを歌っている。
ソロ・アーティストとして、ブリケルはアルバム『ピクチャー・パーフェクト・モーニング』（1994年）、アルバム『Volcano』（2003年）、アルバム『Edie Brickell』（2011年）をリリースしている。『ピクチャー・パーフェクト・モーニング』収録曲「グッド・タイムズ」のミュージック・ビデオは、Microsoft Windows 95 Companion CD-ROMに収録されたマルチメディア・サンプルの一部に含まれていた。1992年、管楽器アンサンブル、変わったキーボード、そしてロン・セクスミスとの楽曲を集め、ニューヨークやトロントで音楽プロデューサーのボブ・ワイズマンと組んで仕事したものの、それらの曲はレコード会社によって拒絶され、未発表のままとなっている。
2008年には、ポール・サイモンの息子であるハーパー・サイモン（ブリケルにとって義理の息子にあたるが、先妻の息子であり6歳差しかない）と、The Heavy Circles（ザ・ヘヴィ・サークルズ）名義で同名アルバムを発表している。

### The Gaddabouts
2010年、ドラムのスティーヴ・ガッド、リード・ボーカルとギターのエディ・ブリケル、ベースとギターのアンディ・フェアウェザー・ロウ、ベースとギターのピノ・パラディーノからなる新しいバンド、The Gaddabouts（ザ・ガッダバウツ）の創設メンバーとなった。アルバム『The Gaddabouts』では、ダン・ブロック、ロニー・キューバー、ジョーイ・デフランセスコ、ギル・ゴールドスタイン、そしてマーカス・ロハスをフィーチャーしている。2011年、ブリケルは、Tamar Halpern監督の映画『Jeremy Fink and Meaning of Life』のタイトルトラック「The Meaning of Life」を書いた。2012年にもアルバム『Look Out Now!』を発表している。

### スティーヴ・マーティン・アンド・エディ・ブリケル
アルバム『Love Has Come for You』が、2013年4月23日にリリースされた。このアルバムは、俳優にしてバンジョー奏者としても知られるスティーヴ・マーティンとのコラボレーションであった。2013年4月に、作品を宣伝して演奏するために、ふたりとも『ザ・ビュー』や『レイト・ショー・ウィズ・デイヴィッド・レターマン』などのトークショーに出演した。
2013年5月から、彼女は北アメリカ各地で、スティーヴ・マーティンとSteep Canyon Rangersと一緒にツアーを行った。
2016年、ブリケルとマーティンのふたりで音楽、歌詞、物語を書いたミュージカル『ブライト・スター (Bright Star)』がブロードウェイのCort Theatreで始まった。
2017年、ブリケルとマーティンは、Bernard MacMahonの監督による受賞歴のあるドキュメンタリー映画 『The American Epic Sessions』に出演。彼らは1920年代につくられた最初の電気録音システムを生かして「The Coo Coo Bird」という伝統的なイギリスのフォーク・ソングを録音した。これはサウンドトラック『Music from The American Epic Sessions』に収録されている。 

## 私生活
ブリケルは、1992年5月30日にシンガーソングライターのポール・サイモンと結婚した。ブリケルは1988年11月5日にNBCの『サタデー・ナイト・ライブ』で演奏していたとき、サイモンがカメラマンの前に立っているのに気づいた。「クラブで何百回も演奏してきた曲をパフォーマンスしていたのに、彼を見てしまったら、曲の動きも何も忘れてしまったの。私たちは子供たちにその時のテープを見せることができるわ。そして言うの。これが初めてお互いに目と目を合わせた時だって」。ブリケルとサイモンには、エイドリアン、ルル、ガブリエルという3人の子供がいる。2014年4月、ふたりは国内における治安紊乱行為の容疑で逮捕されたが、いかなる結果も出されずに裁判所により釈放された。

## ディスコグラフィ

### ソロ・アルバム
- 『ピクチャー・パーフェクト・モーニング』 - Picture Perfect Morning (1994年)
- Volcano (2003年)
- Edie Brickell (2011年)

### ソロ・シングル
- 「グッド・タイムズ」 - "Good Times" (1994年)

### エディ・ブリケル&ニュー・ボヘミアンズ
- 『星に輪ゴムを』 - Shooting Rubberbands at the Stars (1988年)
- 『ゴースト・オブ・ア・ドッグ』 - Ghost of a Dog (1990年)
- The Live Montauk Sessions (1999年) ※ライブ・アルバム
- The Ultimate Collection (2002年) ※コンピレーション・アルバム（エディのソロ、ザ・スリップ等の楽曲を含む）
- Stranger Things (2006年)
- Rocket (2018年)
- Hunter and the Dog Star (2021年)

### The Heavy Circles
- The Heavy Circles (2008年)

### The Gaddabouts
- The Gaddabouts (2011年)
- Look Out Now! (2012年)

### スティーヴ・マーティン・アンド・エディ・ブリケル
- Love Has Come for You (2013年)
- LIVE: Steve Martin and Steep Canyon Rangers featuring Edie Brickell (2014年)
- So Familiar (2015年)[25]
- Bright Star (2016年) ※ミュージカルのサウンドトラック